# Santmartina
Santmartina es un cultivar de higuera de tipo higo común Ficus carica, unífera (con una sola cosecha por temporada, los higos de otoño), con higos de epidermis con color de fondo negro claro, y con sobre color verde marronáceo alrededor del pedúnculo. Se cultiva en la colección de higueras de Montserrat Pons i Boscana en Llucmajor (España).

## Sinonimia
- “sin sinónimo”,[4][6][7]

## Historia
Actualmente la cultiva en su colección de higueras baleares Montserrat Pons i Boscana, rescatada de un ejemplar o higuera madre localizada en un higueral en el término de Sinéu.
La variedad 'Santmartina' es poco conocida y cultivada. Puesto que no se aprecia para el consumo humano en fresco, mientras haya cerca variedades más conocidas y adecuadas.

## Características
La higuera 'Santmartina' es una variedad unífera de tipo higo común de una sola cosecha por temporada, los higos de otoño. Árbol de vigorosidad elevada, y un buen desarrollo en terrenos favorables, copa redondeada de porte esparcido con ramas alargadas y follaje claro en la copa, con nula emisión de rebrotes. Sus hojas son de 1 lóbulo en su mayoría, y de 3 lóbulos (20-30%). Sus hojas con dientes presentes márgenes dentados poco recortados. 'Santmartina' tiene un desprendimiento de higos alto, con un rendimiento productivo mediano y periodo de cosecha corto. La yema apical cónica de color amarillo verdoso.
Los frutos de la higuera 'Santmartina' son frutos de un tamaño de longitud x anchura:45 x 50mm, con forma urceolada, los higos son de tamaño mediano, sus frutos son simétricos en la forma, y uniformes en las dimensiones, sin frutos aparejados y sin formaciones anormales, de unos 26,235 gramos en promedio, cuya epidermis es delgada, de textura fina al tacto, de consistencia mediana, con color de fondo negro claro, y con sobre color verde marronáceo alrededor del pedúnculo. Ostiolo de 2 a 3 mm con escamas pequeñas rosadas. Pedúnculo de 4 a 6 mm troncocónico rojo oscuro. Grietas reticulares transversales muy finas. Costillas marcadas. Con un ºBrix (grado de azúcar) de 23 de sabor dulce, con color de la pulpa rojo pálido. Con cavidad interna grande, con aquenios medianos en tamaño y en poca cantidad. Los frutos maduran con un inicio de maduración de los higos sobre el 16 de agosto a 18 de septiembre. Cosecha con rendimiento productivo mediano, y periodo de cosecha corto.
Se usa en alimentación humana en fresco, y en alimentación animal. Mediana abscisión del pedúnculo, y facilidad de pelado. Debido a su epidermis fina y delgada son bastante delicados en el transporte, sensibles a las lluvias, y mediana resistencia a la apertura del ostiolo. Con mucha facilidad al desprendimiento del árbol cuando madura.

## Cultivo
'Santmartina', se utiliza en alimentación humana en fresco, y alimento para el ganado. Se está tratando de recuperar de ejemplares cultivados en la colección de higueras baleares de Montserrat Pons i Boscana en Llucmajor.